# Barbara Gutkowska
Barbara Anna Gutkowska (ur. 5 września 1957 w Jaworznie, zm. 22 grudnia 2020) – polska literaturoznawczyni, prof. dr hab.

## Życiorys
W 1980 ukończyła studia z zakresu filologii polskiej na Uniwersytecie Śląskim w Katowicach, w 1992 obroniła pracę doktorską Twórczość powieściowa Stanisława Dygata, 12 lipca 2005 habilitowała się na podstawie pracy zatytułowanej  Odczytywanie śladów. W kręgu dwudziestowiecznego autobiografizmu. 30 grudnia 2015 nadano jej tytuł profesora w zakresie nauk humanistycznych.
Została zatrudniona na stanowisku profesora nadzwyczajnego w Instytucie Nauk o Literaturze Polskiej im. Ireneusza Opackiego na Wydziale Humanistycznym Uniwersytetu Śląskiego w Katowicach.
Była profesorem Instytutu Literaturoznawstwa Wydziału Humanistycznego Uniwersytetu Śląskiego w Katowicach.
Zmarła 22 grudnia 2020.